# Edyta Połczyńska
Edyta Maria Połczyńska (ur. 28 kwietnia 1930 w Tczewie, zm. 23 marca 2023 w Puszczykowie) – polska germanistka, prof. dr hab.

## Życiorys
Była córką Sykstusa i Heleny. Obroniła pracę doktorską, następnie uzyskała stopień doktora habilitowanego. 29 listopada 1989 otrzymała tytuł profesora nauk humanistycznych. Została zatrudniona na stanowisku profesora w Instytucie Filologii Germańskiej na Wydziale Neofilologii Uniwersytetu im. Adama Mickiewicza w Poznaniu.
Była profesorem zwyczajnym w Wyższej Szkole Języków Obcych im. Samuela Bogumiła Lindego w Poznaniu.
3 kwietnia 2023 została pochowana na Cmentarzu Junikowo w Poznaniu.